# А теперь — апокалипсис
А теперь — апокалипсис (англ. Now Apocalypse) — американский комедийный телевизионный сериал, вышедший на канале Starz в 2019 году.

## Создание
Сериал снят режиссёром Греггом Араки по собственному сценарию, написанному в соавторстве с Карли Шортино. Продюсером проекта выступил Стивен Содерберг. В центре сюжета — Улисс и его друзья, находящиеся в поисках любви и славы в современном Лос-Анджелесе.

## Актёры
Главные роли
- Эван Джогиа — Улисс Зейн
- Келли Бёрглунд — Карли Карлсон
- Бо Мирчофф — Форд Холстед
- Роксана Мескида — Северин Бордо

Второстепенные персонажи
- Тайлер Пози — Габриэль
- Десмонд Чайм — Джетро
- Джейкоб Артист — Айзек
- Джеймс Дювал — бездомный

## Отзывы
Сериал получил положительные отзывы от большинства критиков. Сайт Rotten Tomatoes даёт ему рейтинг в 79 % на основе 33 профессиональных рецензий, агрегатор Metacritic — 64 балла из 100 на основе 12 рецензий.

## Эпизоды
| №  | Название                                                   | Режиссёр    | Автор сценария              | Дата премьеры  |
| -- | ---------------------------------------------------------- | ----------- | --------------------------- | -------------- |
| 1  | «This Is the Beginning of the End» «Это начало конца»      | Грегг Араки | Грегг Араки и Карли Шортино | 10 марта 2019  |
| 2  | «Where Is My Mind?» «Где мой рассудок?»                    | Грегг Араки | Грегг Араки и Карли Шортино | 17 марта 2019  |
| 3  | «The Rules of Attraction» «Правила привлекательности»      | Грегг Араки | Грегг Араки и Карли Шортино | 24 марта 2019  |
| 4  | «The Downward Spiral» «Нисходящая спираль»                 | Грегг Араки | Грегг Араки и Карли Шортино | 31 марта 2019  |
| 5  | «Stranger Than Paradise» «Необычнее, чем рай»              | Грегг Араки | Грегг Араки и Карли Шортино | 7 апреля 2019  |
| 6  | «She's Lost Control» «Она потеряла контроль»               | Грегг Араки | Грегг Араки и Карли Шортино | 14 апреля 2019 |
| 7  | «Anywhere Out of the World» «Где угодно за пределами мира» | Грегг Араки | Грегг Араки и Карли Шортино | 21 апреля 2019 |
| 8  | «Unknown Pleasures» «Неизвестные удовольствия»             | Грегг Араки | Грегг Араки и Карли Шортино | 28 апреля 2019 |
| 9  | «Disappear Here» «Исчезнуть здесь»                         | Грегг Араки | Грегг Араки и Карли Шортино | 5 мая 2019     |
| 10 | «Everything Is Gone Forever» «Все ушло навсегда»           | Грегг Араки | Грегг Араки и Карли Шортино | 12 мая 2019    |

## Комментарии
1. ↑  Варианты перевода — «Современный апокалипсис», «Сегодня апокалипсис».